# پایش سامانه

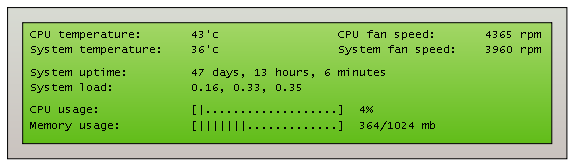
یک پایش سامانه که مصرف منابع سیستم را نمایش می‌دهد

پایش سامانه یا پایش سیستم (به انگلیسی: System monitor)، یک جزء سخت‌افزاری یا نرم‌افزاری است که برای پایش منابع و عملکرد سامانه در یک سیستم کامپیوتری استفاده می‌شود.
از جمله مسائل مدیریتی در مورد استفاده از ابزارهای پایش سیستم، استفاده از منابع و حفظ حریم خصوصی است.